# Glenwood (Nebraska)
Glenwood je naseljeno područje za statističke svrhe u američkoj saveznoj državi Nebraska. Prema popisu stanovništva iz 2010. u njemu je živjelo 466 stanovnika.